# Nur ein Hauch Glückseligkeit
Nur ein Hauch Glückseligkeit ist ein britischer Liebesfilm aus dem Jahr 1962. Der Film entstand nach dem Roman Ein Hauch Glückseligkeit (Originaltitel: A Kind of Loving) von Stan Barstow.

## Handlung
Der Film spielt in der Grafschaft Yorkshire. Victor Browns Schwester heiratet. Alte Damen auf der Hochzeit reden über Victor als den nächsten Bräutigam der Familie. Victor arbeitet als technischer Zeichner in einer nordbritischen Industriestadt. In der Pause schauen sich er und seine Freunde Nacktfotos von Frauen in einem Herrenmagazin an, als sein Blick auf die hübsche Ingrid fällt. Ingrid arbeitet als Schreibkraft in dem gleichen Betrieb. Auf dem Heimweg fahren sie mit dem gleichen Bus. Victor gibt vor, sein Geld vergessen zu haben und leiht sich das Fahrgeld von Ingrid. Später verabreden sie sich und gehen ins Kino. Victors Freunde foppen ihn, da Ingrid als unberührbar gilt und er mit ihr sicher keinen Sex haben würde. Bei einem späteren Rendezvous in einem Park gesteht Victor ihr seine Liebe. Sie umarmen sich.
Victor spricht mit seinem Vater über seine Träume von der Arbeit und vom Reisen. Der Vater rät ihm, zuerst auf Reisen zu gehen, bevor er sich enger bindet. Victor trifft Ingrid in einem Café und ist genervt von der oberflächlichen Konversation. Ingrid gesteht auch ihm, dass sie ihn liebe. Es kommt einem engeren intimen Kontakt, doch endet er für Victor enttäuschend. Sie sprechen über die Möglichkeit des gemeinsamen Geschlechtsverkehrs, doch Ingrid scheint nicht bereit dazu.
Auf der Arbeit zieht es Victor vor, mit seinen Kumpels zusammen zu sein. Auch ins Kino geht er jetzt mit seinem Freund Jeff. Auf dem Heimweg fängt ihn Ingrid ab und macht ihm Vorwürfe über seine Gefühlskälte. An einem anderen Tag flieht Victor mit Ingrid vor dem Regen. Sie findet sein Herrenmagazin und ist angewidert. Dennoch kann Victor sie zum Sex überreden. Danach fällt sie in Hysterie und zweifelt an seinen wahren Gefühlen. Danach gehen sie sich auf der Arbeit immer stärker aus dem Weg und sind nicht mehr zusammen.
Einige Zeit später kommt Ingrid zu Victor und berichtet ihm, dass sie schwanger sei und er sie heiraten solle. Victor willigt ein. Ihr erscheint es jedoch, als wolle er dies eigentlich nicht. Dennoch heiraten sie auf einem Standesamt. Sie fahren nach Southport in die Flitterwochen. Auch hier muss Ingrid erst zum Sex überredet werden. Als sie zurückkehren, zieht Victor zu Ingrid und ihrer Mutter, die ihn nicht leiden kann und gegen die Hochzeit war.
Als Victor eines Tages nach Haus kommt, erfährt er, dass Ingrid von einer Treppe gefallen ist und im Krankenhaus liegt. Ihre Mutter hatte es nicht für nötig gehalten, ihn zu informieren. Ingrid verliert das Baby. Es kommt zum Streit mit Ingrids Mutter und Victor verschwindet in eine Kneipe. Dort trifft er seinen Kumpel Conroy, der ihn darüber informiert, dass er gerade seine Ehefrau verlassen habe. Victor kehrt betrunken nach Haus und gerät wieder mit seiner Schwiegermutter aneinander. Sie sagt ihm, wie sehr sie ihn hasst und lässt es nicht zu, dass er Ingrid sehen kann. Victor packt seine Sachen und kehrt zurück zu seiner Familie. Die erklärt ihm jedoch, dass er verheiratet sei und Verantwortung übernehmen müsse.
Victor kehrt zu Ingrid zurück. Sie beschließen noch einmal neu anzufangen und eine kleine Wohnung zu mieten. In einem Park lieben sie sich. Ingrid hat die Befürchtung, dass sie erwischt werden könnten, doch Victor erinnert sie daran, dass sie verheiratet seien.

## Hintergrund
Nur ein Hauch Glückseligkeit ist der Debütfilm des Regisseurs John Schlesinger, den er im Stil der Nouvelle Vague gedreht hat, der jedoch in der grauen Welt des Nordens Großbritanniens etwas wie eine Parodie auf die französische Nouvelle Vague wirkt und damit zu einem der Schlüsselwerke des British New Wave wurde und gehört zu der Bewegung des Kitchen Sink Realism.

## Kritiken
„Das ist der erste Film von John Schlesinger, und dafür ist er bemerkenswert lapidar gemacht; keine Verlogenheit, keine Mätzchen, keine strapaziösen Sozial- und Menschheitstheorien. Und die beiden Hauptdarsteller bewegen sich in dieser Gradlinigkeit mit unkomplizierter Sicherheit.“

„Hervorragend gestalteter Film des englischen "Free Cinema", der unsentimental auf die Wahrheit menschlicher Reaktionen bedacht ist. Vor der dokumentarischen Kulisse des englischen Alltagslebens entfaltet Schlesinger seinen "bitteren Realismus", der weit über die zeitbedingte Darstellung von Sexual- und Ehekonflikten hinaus zur Diskussion anregt.“

## Auszeichnungen
Der Film gewann den Goldenen Bär bei der Berlinale 1962. Der Film wurde bei den BAFTAs von 1963 für den „Best Film“-Preis, Alan Bates für die „Best Actor“ Auszeichnung sowie Willis Hall und Keith Waterhouse für das beste Drehbuch nominiert.